# Station Oudega
Station Oudega (Odg) is een voormalig station aan de spoorlijn Leeuwarden - Stavoren. Het station van Oudega is gebruikt van 28 november 1885 tot 15 mei 1938 en van 15 mei 1940 tot 5 april 1941. In 1973 is het stationsgebouw afgebroken.

## Heropening
Station Oudega wordt wellicht heropend als er stoomtreinen van de Friese Stoomtrein Maatschappij gaan stoppen. De kans daarop is echter bijzonder klein geworden sinds deze maatschappij eind 2011 failliet is verklaard.

## Trivia
In de film Snuf de Hond in oorlogstijd van Steven de Jong arriveert de hoofdrolspeler hier per stoomtrein uit Rotterdam. In werkelijkheid werd hier gebruikgemaakt van Station Veendam, dat voor de gelegenheid werd opgesierd met het bord Oudega.